# Korey Cooper
Korey Cooper (21 luglio 1972) è una tastierista e chitarrista statunitense membro della Band Christian rock Skillet.
Suo marito, John Cooper, è il cantante e bassista della band, nonché uno dei membri fondatori.
Prima di entrare negli Skillet, Korey era membro della band Alkeme insieme a Lori Peters, ad altre persone della sua chiesa e a sua sorella.
Korey entrò negli Skillet nel 1999, tra gli album  Hey You, I Love Your Soul e Invincible. Il loro album Comatose è stato premiato Disco d'oro il 18 novembre 2009.

## Vita privata
Korey e John Cooper hanno 2 figli: Alexandria, nata nel 2002, e Xavier, nato nel 2005. Altri chitarristi l'hanno sostituita durante la gravidanza e quando sono nati i bambini. Korey è anche una co-scrittrice di molte canzoni degli Skillet, insieme a suo marito.